# 킴모 킨누넨
키모 파발리 킨누넨(핀란드어: Kimmo Paavali Kinnunen, 1968년 3월 31일~)은 창던지기에서 활약한 핀란드의 전직 육상 선수이다.
그는 1991년 세계 육상 선수권 대회에서 금메달을 획득하고, 2년 후 슈투트가르트에서 열린 대회에서 은메달을 획득하였다.
그의 다른 업적은 1992년 바르셀로나 올림픽 4위와 1996년 애틀랜타 올림픽 7위를 포함한다. 그의 개인 최고 기록은 1991년 세계 선수권 대회에서 90.82m이다.
키모 킨누넨은 창던지기 선수 요르마 킨누넨의 아들이다.

## 대회 성적
| Event            | 1991 | 1992 | 1993 | 1994 | 1995 | 1996 |
| ---------------- | ---- | ---- | ---- | ---- | ---- | ---- |
| 하계 올림픽      |      | 4위  |      |      |      | 7위  |
| 세계 선수권 대회 | 1위  |      | 2위  |      |      |      |